# Ingeborg Paul-Petersen
Ingeborg Paula Paul-Petersen (25. december 1876 i København – 1. november 1952 i Hellerup) var en dansk gymnastikpædagog, svømmetræner og institutleder.
Paul-Petersen var en af dansk svømnings pionerer, idet hun medvirkede til at udvikle svømningens teknisk og metodisk. Hun var træner for de danske svømmepiger, der i 1920'erne, 1930'erne og 1940'erne opnåede internationale resultater. Hun trænede bl.a. Greta Andersen, Else Jacobsen, Ragnhild Hveger, Inge Sørensen og Karen Margrethe Harup.
Paul-Petersen fik i 1893 eksamen fra faderen, Paul Petersens, institut som svømme- og danselærerinde og i 1898 som gymnastiklærerinde. Ved faderens død 1906 overtog hun sammen med søsteren Magdalene Paul-Petersen Paul Petersens Institut.